# Collegio uninominale Calabria - 04 (Senato della Repubblica)
Il collegio elettorale uninominale Calabria - 04 è stato un collegio elettorale uninominale della Repubblica Italiana per l'elezione del Senato tra il 2017 ed il 2022.

## Territorio
Come previsto dalla legge elettorale italiana del 2017, il collegio era stato definito tramite decreto legislativo all'interno della circoscrizione Calabria.
Era formato dal territorio di 92 comuni: Africo, Agnana Calabra, Anoia, Antonimina, Ardore, Bagaladi, Bagnara Calabra, Benestare, Bianco, Bivongi, Bova, Bova Marina, Bovalino, Brancaleone, Bruzzano Zeffirio, Calanna, Camini, Campo Calabro, Canolo, Caraffa del Bianco, Cardeto, Careri, Casignana, Caulonia, Ciminà, Cinquefrondi, Cittanova, Condofuri, Cosoleto, Delianuova, Feroleto della Chiesa, Ferruzzano, Fiumara, Gerace, Giffone, Gioia Tauro, Gioiosa Ionica, Grotteria, Laganadi, Locri, Mammola, Marina di Gioiosa Ionica, Maropati, Martone, Melicuccà, Melicucco, Melito di Porto Salvo, Molochio, Monasterace, Montebello Jonico, Motta San Giovanni, Oppido Mamertina, Palizzi, Palmi, Pazzano, Placanica, Platì, Polistena, Portigliola, Reggio Calabria, Riace, Rizziconi, Roccaforte del Greco, Roccella Ionica, Roghudi, Rosarno, Samo, San Ferdinando, San Giorgio Morgeto, San Giovanni di Gerace, San Lorenzo, San Luca, San Procopio, San Roberto, Santa Cristina d'Aspromonte, Sant'Agata del Bianco, Sant'Alessio in Aspromonte, Sant'Eufemia d'Aspromonte, Sant'Ilario dello Ionio, Santo Stefano in Aspromonte, Scido, Scilla, Seminara, Siderno, Sinopoli, Staiti, Stignano, Stilo, Taurianova, Terranova Sappo Minulio, Varapodio, Villa San Giovanni.
Il collegio era quindi interamente compreso nella provincia di Reggio Calabria.
Il collegio era parte del collegio plurinominale Calabria - 01.

## Eletti
| Elezione | Elezione | Senatore      | Partito      |
| -------- | -------- | ------------- | ------------ |
|          | 2018     | Marco Siclari | Forza Italia |

## Dati elettorali

### XVIII legislatura
Come previsto dalla legge elettorale, 116 senatori erano eletti con sistema a maggioranza relativa in altrettanti collegi uninominali a turno unico.
| Candidati              | Candidati               | Voti    | %     | Liste                                | Voti    | %     |
| ---------------------- | ----------------------- | ------- | ----- | ------------------------------------ | ------- | ----- |
|                        | Marco Siclari ✔️ Eletto | 86 440  | 39,61 | Forza Italia                         | 53 559  | 24,54 |
| Lega                   | Marco Siclari ✔️ Eletto | 86 440  | 39,61 | 15 862                               | 7,27    |       |
| Fratelli d'Italia      | Marco Siclari ✔️ Eletto | 86 440  | 39,61 | 13 739                               | 6,30    |       |
| Noi con l'Italia - UDC | Marco Siclari ✔️ Eletto | 86 440  | 39,61 | 3 280                                | 1,50    |       |
|                        | Bruno Azzerboni         | 77 431  | 35,48 | Movimento 5 Stelle                   | 77 431  | 35,48 |
|                        | Ottavio Amaro           | 36 325  | 16,65 | Partito Democratico                  | 32 190  | 14,75 |
| +Europa                | Ottavio Amaro           | 36 325  | 16,65 | 2 082                                | 0,95    |       |
| Italia Europa Insieme  | Ottavio Amaro           | 36 325  | 16,65 | 1 062                                | 0,49    |       |
| Civica Popolare        | Ottavio Amaro           | 36 325  | 16,65 | 891                                  | 0,41    |       |
|                        | Pietro Sergi            | 6 982   | 3,20  | Liberi e Uguali                      | 6 982   | 3,20  |
|                        | Nicola Malaspina        | 2 172   | 1,00  | CasaPound                            | 2 172   | 1,00  |
|                        | Orazio Filippelli       | 2 016   | 0,92  | Il Popolo della Famiglia             | 2 016   | 0,92  |
|                        | Giovanni Alati          | 1 844   | 0,85  | Potere al Popolo!                    | 1 844   | 0,85  |
|                        | Francesco Cimato        | 1 393   | 0,64  | Partito Comunista                    | 1 393   | 0,64  |
|                        | Antonio Ferreri         | 1 197   | 0,55  | Italia agli Italiani                 | 1 197   | 0,55  |
|                        | Andrea Mandalari        | 820     | 0,38  | Partito Valore Umano                 | 820     | 0,38  |
|                        | Sebastiano Vecchio      | 781     | 0,36  | Destre Unite - Forconi               | 781     | 0,36  |
|                        | Antonio Messineo        | 462     | 0,21  | Per una Sinistra Rivoluzionaria      | 462     | 0,21  |
|                        | Francesco Lucà          | 358     | 0,16  | Lista del Popolo per la Costituzione | 358     | 0,16  |
| Totale                 | Totale                  | 218 221 | 100   |                                      | 218 221 | 100   |
|                        |                         |         |       |                                      |         |       |
| Voti non validi        | Voti non validi         | 11 959  | 5,20  |                                      |         |       |
| Votanti                | Votanti                 | 230 180 | 60,65 |                                      |         |       |
| Elettori               | Elettori                | 379 494 |       |                                      |         |       |